# Nadia Parkes
Nadia Sofia Parkes (* 31. Dezember 1995 in England) ist eine britische Schauspielerin.

## Leben
Nadia Parkes erhielt ihre Schauspielausbildung bis 2018 an der London Academy of Music and Dramatic Art (LAMDA).
Ihr Debüt gab sie in der Serie The Spanish Princess des Senders Starz, in der sie 2019/20 an der Seite von Charlotte Hope als Rosa de Vargas zu sehen war. In der deutschsprachigen Fassung wurde sie von Natascha Pavia synchronisiert. 2020 spielte sie außerdem in der Folge Spuk in der Villa Diodati der BBC-Serie Doctor Who die Rolle der Claire Clairmont.
In der BBC/HBO-Max-Serie Starstruck verkörperte sie 2021 die Rolle der Sophie. In der im Mai 2021 auf Sky Atlantic Italia veröffentlichten Serie Domina übernahm sie in den ersten beiden Folgen die weibliche Hauptrolle der jungen Livia Drusilla, während diese Rolle in höherem Alter ab der dritten Folge von Kasia Smutniak verkörpert wurde. 2022 hatte sie als Annalise eine Hauptrolle in der Netflix-Serie The Bastard Son & The Devil Himself. Für die BBC/ZDF-Serie Kidnapped – The Chloe Ayling Story über die Entführung des britischen Models Chloe Ayling wurde sie für die Hauptrolle besetzt.

## Filmografie (Auswahl)
- 2019–2020: The Spanish Princess (Fernsehserie, neun Folgen)
- 2020: Doctor Who – Spuk in der Villa Diodati (The Haunting of Villa Diodati, Fernsehserie)
- 2021: Starstruck  (Fernsehserie, zwei Folgen)
- 2021: Domina (Fernsehserie, zwei Folgen)
- 2022: The Bastard Son & The Devil Himself (Fernsehserie, acht Folgen)
- 2022: This Is Christmas
- 2024: Tokyo Vice – Be My Number One (Fernsehserie)
- 2024: Kidnapped – The Chloe Ayling Story (Kidnapped, Fernsehserie, sechs Folgen)